# Maarsbergen
Maarsbergen est un village situé dans la commune néerlandaise d'Utrechtse Heuvelrug, dans la province d'Utrecht. Le 1er janvier 2005, le village comptait 850 habitants.

## Histoire
Avant 2006, Maarsbergen faisait partie de la commune de Maarn.